# 4 Gwardyjski Korpus Strzelecki

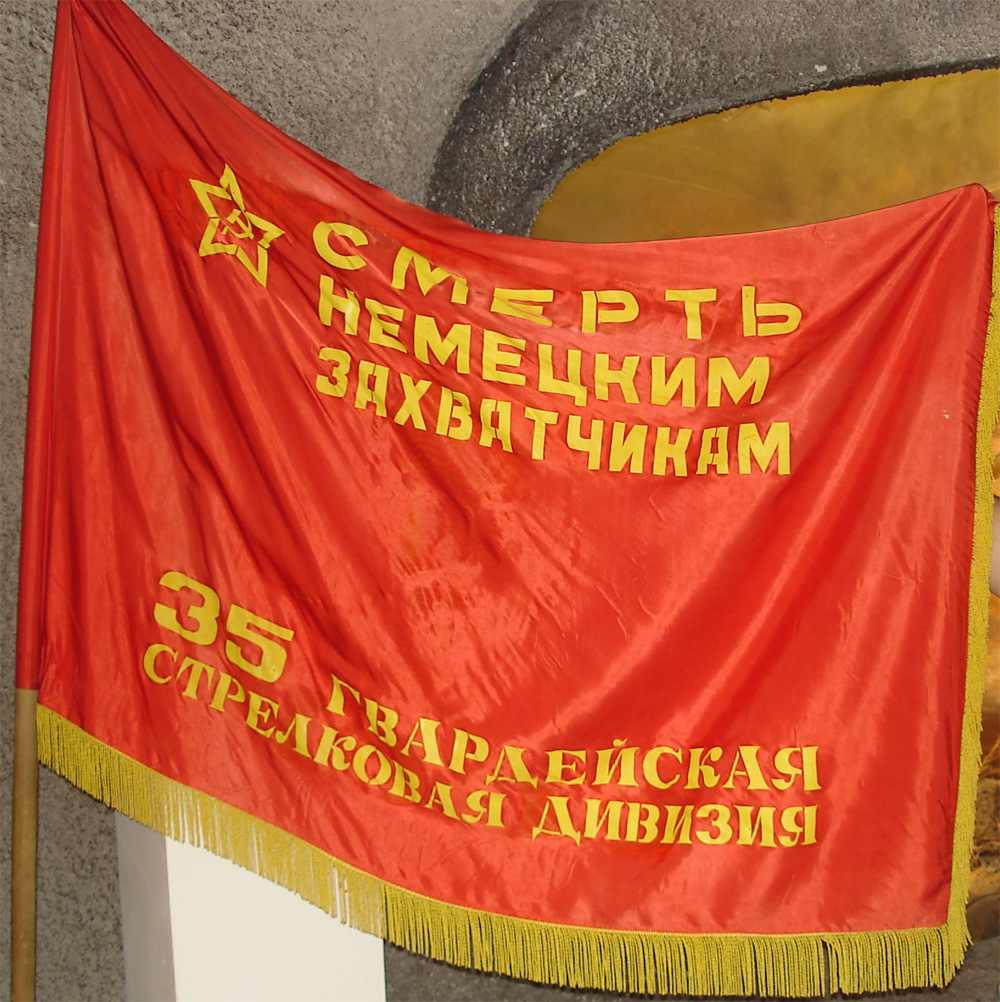
Sztandar 35 Gwardyjskiej Dywizji Strzeleckiej wchodzącej w skład 4 Gwardyjskiego Korpusu Strzeleckiego z napisem: ŚMIERĆ NIEMIECKIM NAJEŹDŹCOM.

4 Gwardyjski Korpus Strzelecki (ros. 4-й гвардейский стрелковый корпус) – związek taktyczny piechoty Armii Czerwonej, brał udział w zdobyciu stolicy III Rzeszy.
Korpus powstał w 1942. Jego szlak bojowy prowadził z Odessy na ziemie polskie, gdzie toczył walki przeciw armii niemieckiej m.in. na przyczółku warecko-magnuszewskim, oraz o zdobycie Chodkowa, Nowego Miasta nad Pilicą, Szamotuł i Skwierzyny.
Następnie 4 Gwardyjski Korpus Strzelecki uczestniczył w zdobyciu Berlina, wchodząc w skład 8 Gwardyjskiej Armii. Do oficerów z 47 Gwardyjskiej Dywizji Strzeleckiej należącej do 4 Gwardyjskiego Korpusu Strzeleckiego zgłosili się parlamentariusze, wśród których był płk Theodor von Dufving, upoważniony do rozmów o kapitulacji wojsk niemieckich w Berlinie.

## Dowódcy korpusu
- gen. mjr Nikołaj Gagen (31.01.1942 – 12.09.1942)
- gen. mjr Siergiej Roginski (13.09.1942 – 20.10.1942)
- gen. mjr Michaił Zaporożenko (26.04.1943 – 17.11.1943)
- gen. mjr Andriej Andriejew (06.09.1944 – 13.11.1944)
- gen. por. Wasilij Głazunow[5] (18.11.1943 – 09.05.1945)[6]

## Struktura organizacyjna
Stan na 16 kwietnia 1945:
- 35 Gwardyjska Dywizja Strzelecka, dowódca gen. mjr Iwan Kułagin[7]
- 47 Gwardyjska Dywizja Strzelecka
- 57 Gwardyjska Dywizja Strzelecka, dowódca gen. mjr Afanasiej Szemiankow[8]